# Zilupe
Zilupe (en alemany: Berghof) és un poble de Letònia situada al municipi de Zilupe. Està situada a l'est de Letònia prop de la frontera amb Rússia.

## Història
L'estació de tren de Zilupe és l'estació final per a la línia Riga - Zilupe, que és una de les més llargues rutes de tren de passatgers a Letònia. La ciutat va començar a prendre forma durant la construcció de la línia ferroviària el 1900.
La ciutat és a prop de la carretera A12, que després del pas de frontera cap a Rússia es converteix en M9, i ambdues pertanyen a la ruta europea E22.